# Final Fight-serien
Final Fight-serien är en dator- och TV-spelsserie, främst bestående av beat 'em up-spel. Serien har funnits sedan 1989.

## Spel

### Huvudserien
| Titel                   | Släppår |
| ----------------------- | ------- |
| Final Fight             | 1989    |
| Final Fight 2           | 1993    |
| Mighty Final Fight      | 1993    |
| Final Fight 3           | 1995    |
| Final Fight Revenge     | 1999    |
| Final Fight: Streetwise | 2006    |

### Fotnoter
1. ↑  ”Final Fight series” (på engelska). Mobygames. 19 mars 1989. http://www.mobygames.com/game-group/final-fight-series. Läst 19 april 2015.